# Чилов (острів)
Чилов (азерб. Çilov; також Чілов або Жилов) — острів Апшеронського архіпелагу у Каспійському морі (Азербайджан). На східному березі — селище Чилов. Згідно з даних за січень 2012 року, населення острова становило 1700 осіб.
Площа близько 6 км². Його найбільша висота 8 метрів. Острів з піщано-глинистих порід і покритий черепашковим піском з вбогою степовою рослинністю.
На острові Чилов з 50-х років розташовувався зенітно-ракетний дивізіон ППО, що здійснював захист Баку від ударів повітряного противника зі східного напрямку. На озброєнні складався зенітно-ракетний комплекс С-75. Розформований і евакуйований в 1992-93 рр.

## Етимологія
Щодо російської назви острова, існують дві основні версії. Ще в 1763 році російський гідрограф Ф. І. Соймонов писав:
При концѣ пролива, по нѣсколько въ сторону, стоитъ островъ Жилой, однако на немъ жилья нѣтъ. Сказываютъ, что потому такъ именованъ, что извѣстной Донской Казакъ Стенька Разинъ, разбойничая на Каспійскомъ морѣ, жилъ тамъ нѣсколько времени.— Соймонов Ф.І. "Описание Каспийского моря и чиненных на оном Российских завоеваний" 1763р.
За іншою версією острів Чилов був перейменований в Жилов за співзвучністю. Старовинна назва острова Чилова — Шахілан, а спочатку він називався Роніс (перське назва).

## Історія
Нафтові і газові родовища були виявлені на острові Чилов Російським контр-адміралом та графом М. Войнович, коли він очолив експедицію на Каспійське море в 1781 році.

## Промисловість
Основна галузь промисловості — видобуток нафти.
Родовище «Чилов» розташоване на острові, знаходиться в південно-західній акваторії Апшеронского архіпелагу і частково в прибережній зоні. Початок розробки «Чілов» відбулося в 1948 році. Промислова розробка родовища ведеться з 1952 року. За весь час роботи на родовищі пробурено 115 свердловин (станом на березень 2010 року, в роботі перебувала 31 свердловина).
За період розробки «Чілов» на родовищі видобуто 4,81 мільйона тонн нафти. В даний час добовий видобуток становить 70 тонн. Розробку здійснює «Нафтогазовидобувного управління ІМ. 28 ТРАВНЯ» виробничого об'єднання «Азнафта» ДНКАР.